# Церковь в Керимяки
Церковь в Керимяки (фин. Kerimäen kirkko) — деревянный лютеранский храм в одноимённой коммуне провинции Южное Саво  в Финляндии. Это одна из самых больших в мире деревянных церквей. Ежегодно её посещают около 50 тысяч туристов.

## История и строительство

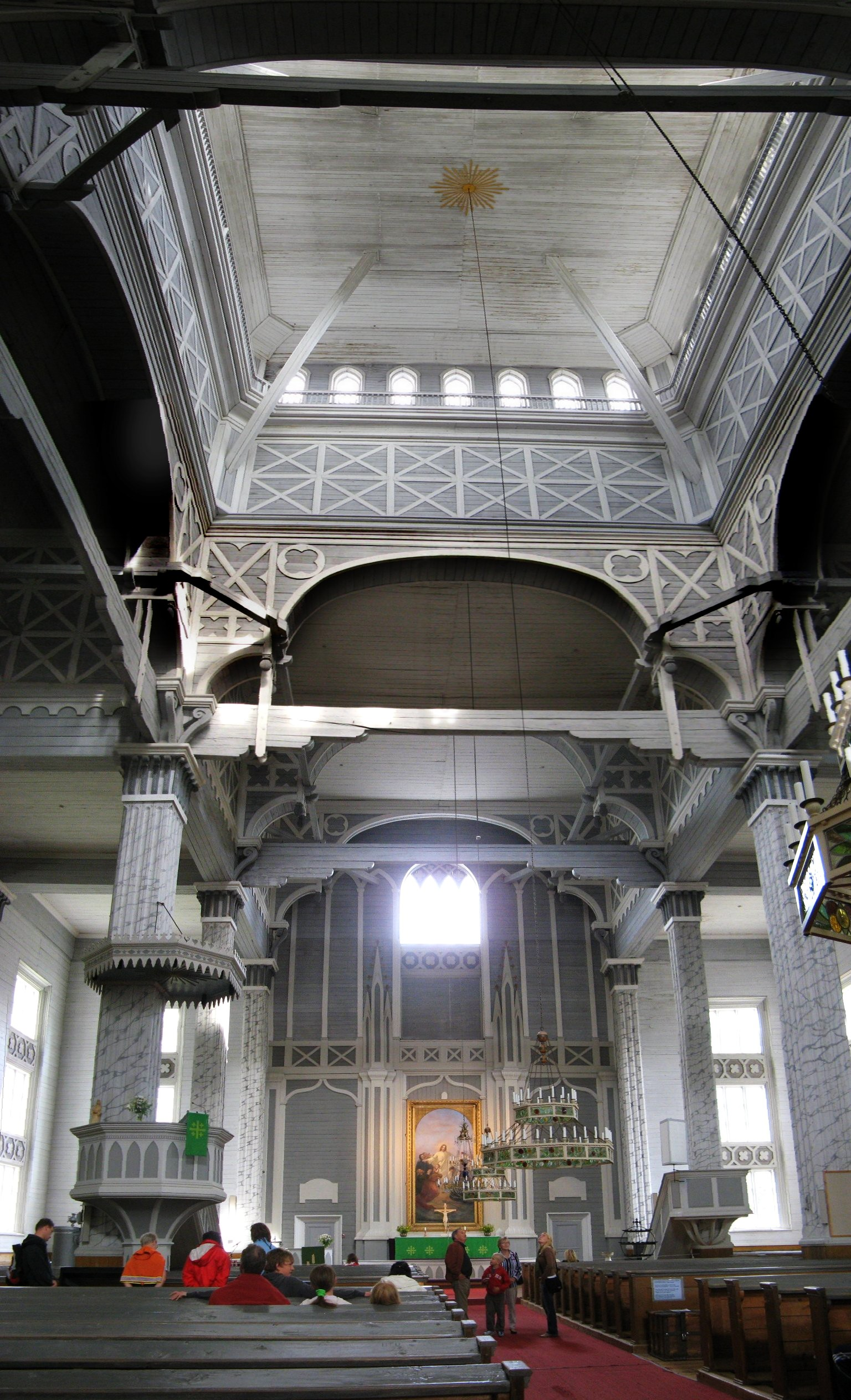
Внутреннее пространство

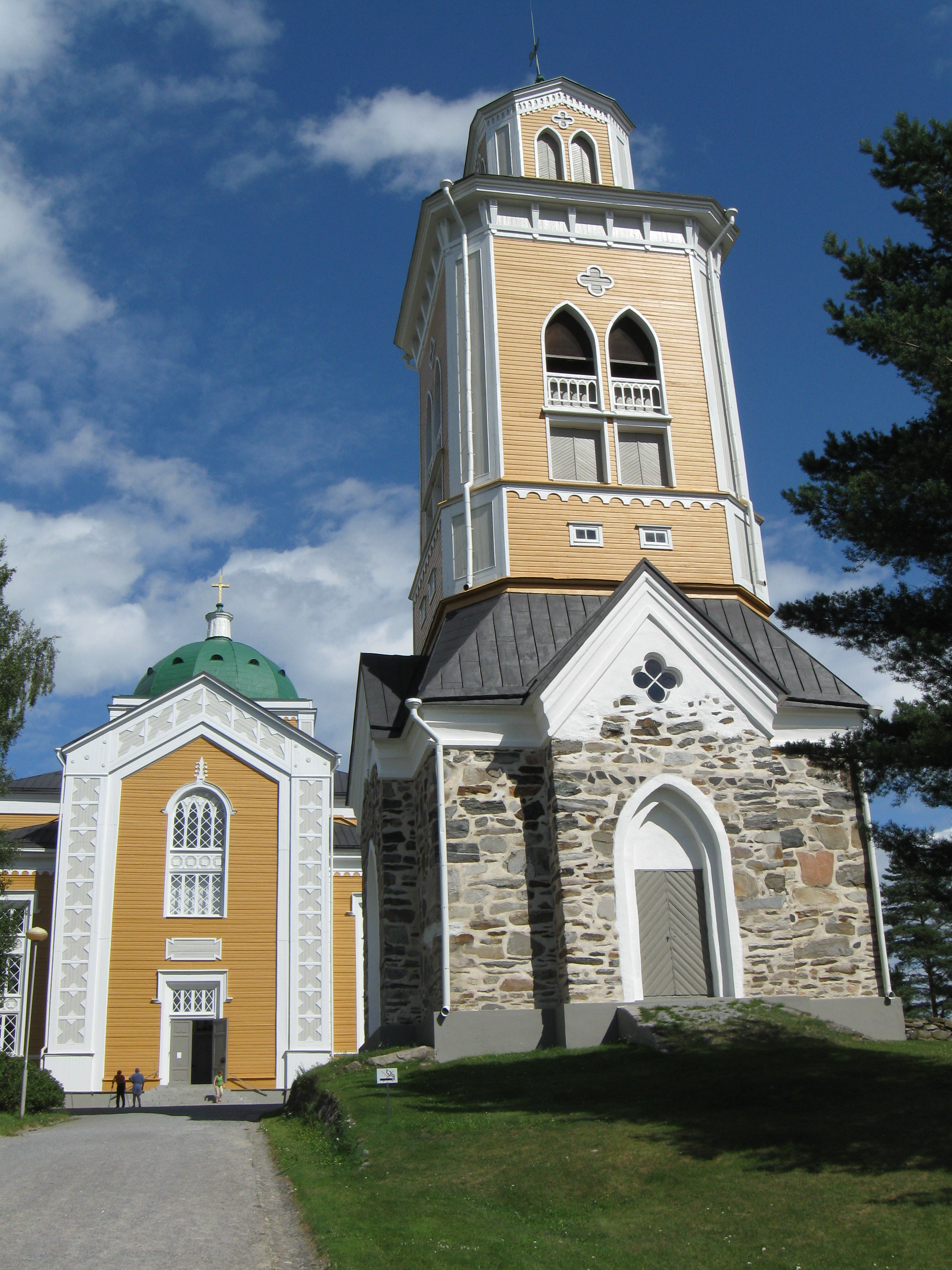
Колокольня

Первый план церкви в 1842 году подготовил Эрнст Лорман. Храм мог вмещать 1500 человек одновременно. Однако численность прихожан составлял 10 000 человек. И жители Керимяки решили заказать проект более вместительного здания. Однако так как оно должно было быть построено из дерева, то были опасения, что столь большая конструкция не сможет быть прочной. Тем не менее в 1844 году архитектор Андерс Гранстедт спроектировал храм, который мог бы вместить 5000 человек. Правда, скептики считали, что Гранстедт просто увеличил пропорции прежних чертежей. Тем не менее новый проект был одобрен и немедленно началось строительство. 
Работами сначала заведовал Аксель Магнус Толпо, а затем, после внезапной его смерти, стройку курировал продолжил Теодор Толпо, сын Акселя. Прихожане приняли самое активное участие в строительстве. Была прописана очерёдность, согласно которой мужчины прихода приходили на стройку. Специальный совет назначал профессионалов: каменщиков, кузнецов и плотников.  По оценкам Гранстедта, на строительство ушло 294 000 гвоздей. В Финляндии храм считается шедевром столярного мастерства.
Строительство было завершено 25 сентября 1847 года. Церковь торжественно открыл 11 июня 1848 года Карл Густав Оттелин, епископ Порво. 
Церковь была отреставрирована летом 2009 года.  

## Архитектура
Церковь удивительно большая для деревянного здания. Её длина 45 метров, ширина 42 метра, а высота 27 метров. Вершина креста достигает 37 метров. Внутри церкви имеется около 3000 сидячих мест и ещё 2000 могут присутствовать на службе стоя. Общая длина церковных скамей составляет около 1670 метров. 
Архитектурный стиль церкви Керимяки представляет собой смесь неоготики и неовизантийского стиля при сохранении более старых традиций. Внутри светло, потому что окна у здания очень большие. 
В 1953 году было построено меньшее по размеру здание, так называемая Зимняя церковь. Дело в том, что главном здании нет отопления и зимой там бывает очень холодно. Каждый год, в рождественское утро, в главной церкви проводится большая церковная служба, на которую, согласно старой традиции, прихожане приходят в шубах и рукавицах. 

## Колокольня
Рядом с церковью находится 42-метровая колокольня, строительство которой велось одновременно с храмом. В колокольне имеется два колокола: малый был отлит ещё в 1684 году, большой —  в 1884-м.  
Большие часы на колокольне были изготовлены в 1884 году на фабрике Осберга в Хельсинки. Они весят 600 кг и имеют диаметр 90 см. 